# Racosperma gracillimum
Racosperma gracillimum là một loài thực vật có hoa trong họ Đậu. Loài này được (Tindale) Pedley mô tả khoa học đầu tiên năm 2003.